# Mesomachilis leechi
Mesomachilis leechi är en insektsart som beskrevs av Sturm 1991. Mesomachilis leechi ingår i släktet Mesomachilis och familjen klippborstsvansar. Inga underarter finns listade i Catalogue of Life.